# Pollancre perera
Pollancre perera (Populus simonii) és un pollancre d'ús ornamental originari de la Xina.
Arriba a mesurar fins a 15 m d´alçada i té la copa estreta i l'escorça llisa de color gris verdós. Les branques són primes i penjants. Les fulles tenen forma romboide amb el marge finament asserrat, mesuren entre 5 i 12 cm de longitud i de 3 a 8 cm d'alçada, i tenen l'anvers de color verd fosc lluent i el revers més blanquinós.
L'època de floració es concentra entre els mesos de març i maig.